# Barito

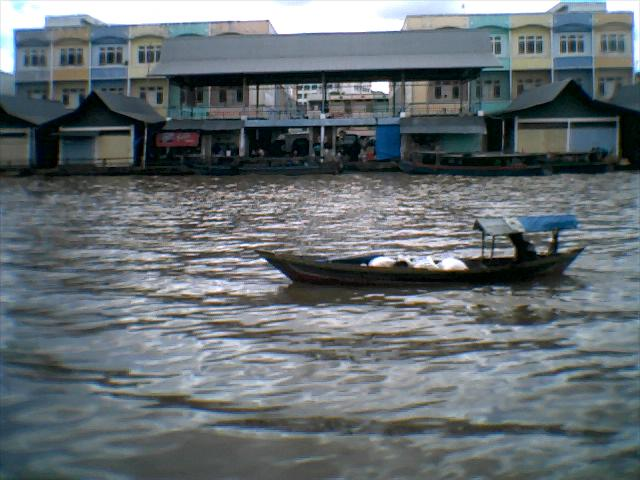
De Barito passeert Banjarmasin

De Barito is een rivier in de Indonesische provincie Zuid-Kalimantan op het eiland Borneo. Aan de rivier ligt de stad Banjarmasin.
Tijdens een Nederlandse strafexpeditie in 1863 werden alle kampongs van de opstandige Dajaks langs de rivier in brand gestoken.